# Butastur
Butastur és un gènere d'ocells rapinyaires de la família dels accipítrids (Accipitridae). Aquests aligots viuen en praderies i boscos d'Àfrica i Àsia, arribant fins Nova Guinea.

## Llistat d'espècies
Segons la Classificació del Congrés Ornitològic Internacional (versió 12.2, juliol 2022) aquest gènere està format per quatre espècies:
- aligot llagoster (Butastur rufipennis).
- aligot ullblanc (Butastur teesa).
- aligot ala-rogenc (Butastur liventer).
- aligot caragrís (Butastur indicus).